# Eriopyga magnirena
Eriopyga magnirena är en fjärilsart som beskrevs av Paul Dognin 1914. Eriopyga magnirena ingår i släktet Eriopyga och familjen nattflyn. Inga underarter finns listade i Catalogue of Life.